# Uturuncu
L'Uturuncu (6.008 m s.l.m.) è un vulcano della catena delle Ande. Si trova in Bolivia nel Dipartimento di Potosí.
È probabilmente la vetta più alta di 6.000 metri più facile da salire al mondo. In effetti un fuoristrada può arrivare fino a circa 5.750 metri sul colle che separa le due vette. Dal colle la vetta è raggiungibile in poco più di un'ora.